# Dassault Super Mystère
Dassault Super Mystère é uma caça-bombadeiro supersônico francês que foi produzido pela Dassault de 1956 até 1977. O Super Mystère foi a primeira aeronave supersônica a ser produzida em massa por um país da Europa Ocidental.

## Variantes
- Super Mystère B.1: Protótipo equipado com um motor turbojato Rolls-Royce Avon RA.7R. Uma unidade produzida;
- Super Mystère B.2: Variante de produção, equipado com um motor turbojato SNECMA Atar 101G. 180 unidades produzidas;
- Sa'ar:  Variante convertida pela Israel Aircraft Industries (IAI), equipada com um motor turbojato Pratt & Whitney J52-P8A, tomada de escape maior e nova aviônica. 24 unidades convertidas;

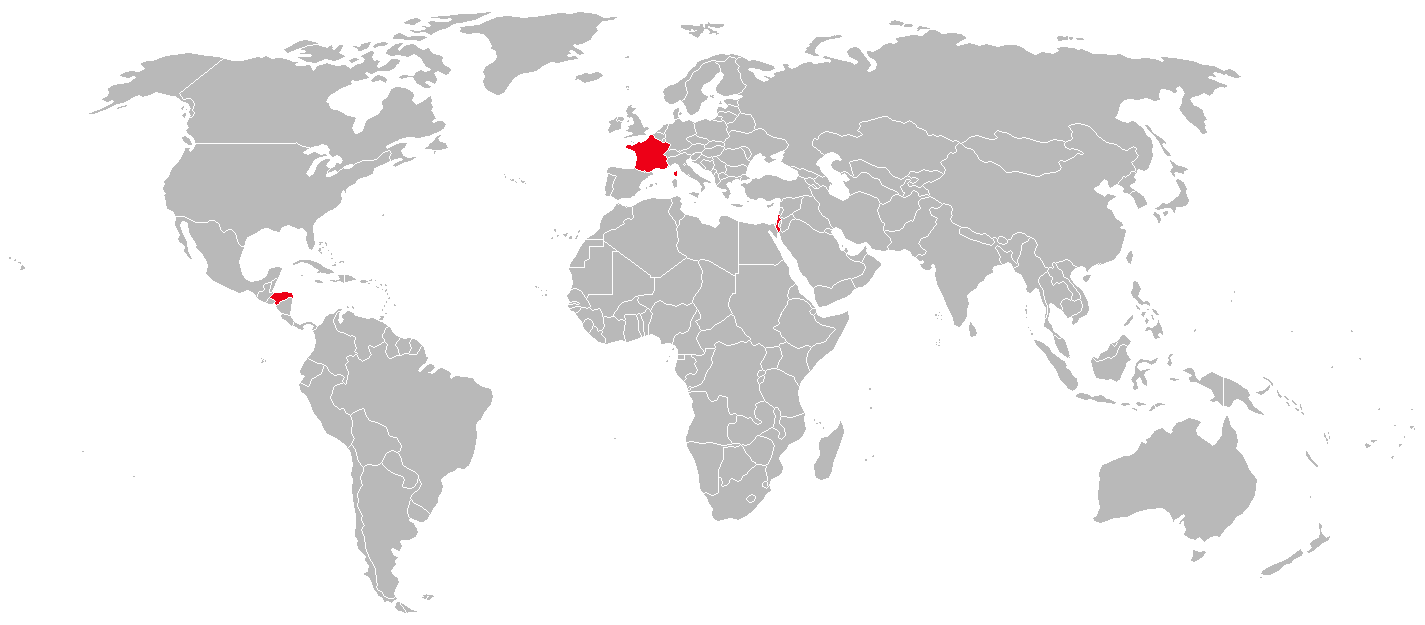
Operadores do Super Mystère no mundo

## Operadores
- França - Exército do Ar;
- Honduras - Força Aérea Hondurenha;
- Israel - Força Aérea Israelense

## Especificações (Super Mystère B.2)
Dados: The Complete Book of Fighters 

### Características Gerais
- Tripulação: 1;
- Comprimento: 14.13 m (46 ft 4 in);
- Envergadura: 10.51 m (34 ft 6 in);
- Altura: 4.6 m (15 ft 1 in);
- Área Alar: 32 m2 (340 sq ft);
- Peso Vazio: 6,930 kg (15,278 lb);
- Peso Carregado: 9,000 kg (19,842 lb);
- Peso Máximo de Decolagem (MTOW): 10,000 kg (22,046 lb);
- Capacidade de Combustível: 2,000 kg (4,409 lb)
- Motor: 1x turbojato SNECMA Atar 101G-2, com 7,500 lbf (33.3 kN) de empuxo seco e 9,900 lbf (44.1 kN) de empuxo com pós-combustor;

### Desempenho
- Velocidade Máxima: 1,195 km/h (645 kn; 743 mph; Mach 1.2) à 11,000 m (36,000 ft);
- Alcance de Combate: 870 km (540 mi, 470 nmi)
- Alcance de Traslado: 1,175 km (730 mi, 634 nmi)
- Teto de serviço: 17,000 m (56,000 ft);
- Taxa de subida: 89 m/s (17,500 ft/min);
- Carga Alar: 281 kg/m2 (58 lb/sq ft);
- Taxa empuxo-peso: 0.5

### Armamento
- Canhão: 2x GIAT DEFA 552 de 30mm, 150 disparos por canhão;
- Foguetes: 2x casulos Matra, cada um com 18 foguetes SNEB, de 68mm;
- Míssil Ar-Ar: 2x Rafael Shafrir-2;
- Bombas: 2,680 kg (5,000 lb) de bombas, foguetes e tanques em quatro hardpoints.